# Municipio de Sugar Loaf (condado de Cleburne)
El municipio de Sugar Loaf (en inglés: Sugar Loaf Township) es un municipio ubicado en el condado de Cleburne en el estado estadounidense de Arkansas. En el año 2010 tenía una población de 602 habitantes y una densidad poblacional de 15,27 personas por km².

## Geografía
El municipio de Sugar Loaf se encuentra ubicado en las coordenadas 35°29′27″N 91°55′41″O / 35.49083, -91.92806. Según la Oficina del Censo de los Estados Unidos, el municipio tiene una superficie total de 39.43 km², de la cual 38,96 km² corresponden a tierra firme y (1,19 %) 0,47 km² es agua.

## Demografía
Según el censo de 2010, había 602 personas residiendo en el municipio de Sugar Loaf. La densidad de población era de 15,27 hab./km². De los 602 habitantes, el municipio de Sugar Loaf estaba compuesto por el 96,01 % blancos, el 0,17 % eran afroamericanos, el 0,83 % eran amerindios, el 0,17 % eran asiáticos, el 0,5 % eran de otras razas y el 2,33 % eran de una mezcla de razas. Del total de la población el 1,99 % eran hispanos o latinos de cualquier raza.